# Алтхитендорф
Алтхитендорф (њем. Althüttendorf) општина је у њемачкој савезној држави Бранденбург. Једно је од 24 општинска средишта округа Барним. Према процјени из 2010. у општини је живјело 785 становника. Посједује регионалну шифру (AGS) 12060012.

## Географија
Алтхитендорф се налази у савезној држави Бранденбург у округу Барним. Општина се налази на надморској висини од 75 метара. Површина општине износи 18,6 km².

## Становништво
У самом мјесту је, према процјени из 2010. године, живјело 785 становника. Просјечна густина становништва износи 42 становника/km².